# Voltz (Band)
Voltz war eine englische New-Wave-of-British-Heavy-Metal- und Hard-Rock-Band aus Portsmouth, die von 1979 bis ca. 1983 mit kleiner Unterbrechung aktiv war.

## Geschichte
Die Band wurde gegen Ende des Jahres 1979 gegründet und entstand aus dem Zerfallsrest der Gruppe Airline. Anfangs noch als Coverband und mit Rick Over als zweitem Gitarristen tätig, schrumpfte die Band schon bald auf ein Quartett zusammen und schrieb eigene Lieder. Es schlossen sich weitere Auftritte an, wobei die Band in der lokalen Presse mehrfach erwähnt wurde. Das erste Demo wurde zudem im regionalen Radio gespielt. Anfang 1981 löste sich die Band auf.
In der Folge des Jahres setzten die Brüder Glen (Gesang, E-Gitarre) und Gary Leinster (Schlagzeug) die Arbeiten an den bereits begonnenen Liedern fort und schrieben auch komplett neue, ohne dass Voltz jedoch wiederbelebt wurde. Gegen Ende des Jahres reaktivierten die beiden die Band mit einer veränderten Besetzung, ehe die Originalmitglieder Mark Fisher (E-Gitarre) und Paul Hancock (E-Bass) zurückkehrten. Durch ein Demo erreichte die Band einen Plattenvertrag bei Airship Records. Sie begab sich daraufhin in das nahegelegene Chestnut Studio sowie in die Toucan Studios. Beim Aufenthalt in den letzteren sprang der ehemalige Gitarrist Rick Over als Produzent ein. Das Album erschien im Sommer 1982 unter dem Namen Knight's Fall. Lieder des Albums wurden im Rock-Programm von BBC Radio gespielt. Das Album verkaufte sich recht gut im lokalen Handel. Dadurch war es der Band möglich, weiter entfernte Konzerte abzuhalten. So spielte sie mehrfach in London und trat dabei zusammen mit Grand Prix auf und war im Marquee Club und im Hammersmith Clarendon zu sehen. Auch außerhalb Großbritanniens wurde das Album recht gut verkauft, sodass man sich auch auf dem europäischen Festland stärker für die Gruppe interessierte. Das französische Label Amidisque Records wurde auf die Band aufmerksam. Nach langanhaltenden Vertragsverhandlungen einigte man sich schließlich 1983 auf einen Plattenvertrag. In den folgenden Monaten begab sich die Band ins Studio und nahm einige Demos auf, sodass sie genügend Material für ein zweites Album hatte. Während dieser Zeit trat die Gruppe mehrfach im Rock City Club in Paris auf. Aus unbekannten Gründen löste das Label den Vertrag jedoch wieder auf, weshalb das zweite Album nicht veröffentlicht wurde. Die Gruppe begab sich daraufhin zurück nach England. Wieder zurück trennte sich Mark Fisher von der Band, woraufhin Graham Bushell als Ersatz dazustieß. Daraufhin spielte Voltz im South Parade Pier in Portsmouth, da sie das Halbfinale eines Battle of the Bands erreicht hatte. Ein paar Tage später begab sich der Sänger Leinster ins Krankenhaus, um sich einer oft verschobenen Stimmbandoperation zu unterziehen. Dies bedeutete eine weitere Pause für die Band, aus der sie jedoch nicht mehr zurückkehrte.

## Stil
Laut Malc Macmillan in The N.W.O.B.H.M. Encyclopedia spielte die Band in ihren Anfangstagen primitive und für die NWoBHM typische Musik, die „hard’n’heavy“ sei. Das Demo nach der Neugründung tendiere stärker Richtung Hard Rock und biete filigranes, reifes und tiefsinniges Material. Knight's Fall werde von vielen als klassischer Vertreter des NWoBHM-Genres gehandelt, wobei Einflüsse von Black Sabbath und Def Leppard hörbar seien. Zudem seien Gemeinsamkeiten zu Cracked Mirror und Quartz vorhanden. In The International Encyclopedia of Hard Rock and Heavy Metal wurde befunden, dass die Band „erdigen“ Heavy Metal spielt, der seinen Einfluss in den frühen 1970er Jahren bei Bands wie Black Sabbath und Uriah Heep habe. Gelegentlich würden auch akustische Balladen dargeboten. Martin Popoff schrieb in seinem Buch The Collector’s Guide of Heavy Metal Volume 2: The Eighties über Knight's Fall, dass die Musik progressiv, „doomig“ und voller Überraschungen ist. Sie sei mit der von Desolation Angels, Saracen, Legend sowie gelegentlich mit Shiva und Sledgehammer vergleichbar. Die Arrangements seien roh und dünn, während die Riffs anspruchsvoll, jedoch merkwürdig, seien. Der Gesang klinge geheimnisvoll und sei einfühlsam. All dem beigefügt sei dunkle, durch New Wave beeinflusste Popmusik, sodass das Album wie eine Garage-Rock-Version von Caress of Steel klinge. Laut Eduardo Rivadavia von AllMusic wurde die Gruppe durch Diamond Head und Legend beeinflusst. Das Album biete eine durch Fantasy beeinflusste Mischung aus Hard Rock und Metal, in die die Gruppe gelegentlich ruhige Elemente aus dem Progressive Rock mit einbaue.

## Diskografie
- 1982: Knight's Fall (Album, Airship Records)